# 1181 w literaturze
Wydarzenia literackie w 1181 roku.

## Nowe utwory
- obcojęzyczne
  - Chrétien de Troyes – Percewal z Walii, czyli Opowieść o Graalu (rok powstania przybliżony)[1]

## Urodzili się
- Franciszek z Asyżu, włoski teolog (zm. 1226)
- Omar Ibn al-Farid, arabski poeta (zm. 1235)
- Ibn al-Salah, muzułmański filozof (zm. 1245)
- Izz al-Din ibn 'Abd al-Salam, muzułmański teolog (zm. 1262)

## Zmarli
- Richard l'Evêque, francuski filozof (rok narodzin nieznany)
- Serlo z Wilton, angielski poeta (ur. ok. 1105)
- Tadhg Doichleach Ua Dálaigh, irlandzki poeta (rok narodzin nieznany)
- Zhang Shi, chiński filozof (ur. 1133)